# 双泛
双泛是一個中華人民共和國政治術語，指代中華人民共和國政府所打擊的泛伊斯蘭主義和泛突厥主义，常被用於討論西北分離主義問題上。